# Undead Son
«Undead Son» es un sencillo de la banda finlandesa Tarot, es el único sencillo lanzado de su sexto álbum Suffer Our Pleasures.

## Canciones
1. «Undead Son»
2. «Mama» (Genesis cover)

- Datos: Q7882996